# Jamilson Name
Jamilson Name (Sidrolândia),  é um político brasileiro, filiado ao PSDB. Nas eleições de 2022, foi eleito deputado estadual pelo MS.